# Bettadahalli, Nagamangala
Bettadahalli là một làng thuộc tehsil Nagamangala, huyện Mandya, bang Karnataka, Ấn Độ.